# Sipke Swierstra
Sipke Bartele Swierstra (Leeuwarden, 11 augustus 1951) is een Nederlandse bestuurder en politicus. Hij is lid van de VVD.

## Levensloop
Swierstra is geboren in Leeuwarden en is daar ook opgegroeid. Hij ging naar het Stedelijk Gymnasium Leeuwarden waarna hij aan de Rijksuniversiteit Groningen zijn doctoraal behaalde voor de studie bestuurswetenschappen. Hij was onder andere werkzaam als algemeen secretaris van de Veenkoloniale Boerenbond in Veendam. Hij was in de periodes 1991-2007 en 2010-2011 gedeputeerde van Drenthe. Van 1 november 2013 tot 15 september 2021 was hij waarnemend burgemeester van Veendam.